# Kammerpigen
Kammerpigen er en dansk stumfilm fra 1918, der er instrueret af Robert Dinesen efter manuskript af Hortense Laus.

## Handling
Denne artikel mangler et handlingsreferat. Hjælp os med at skrive det.

## Medvirkende
- Frederik Jacobsen - Fabrikant Berner
- Ingeborg Spangsfeldt - Agnes, Berners datter
- Robert Dinesen - Henrik Bugge, godsejer
- Johanne Krum-Hunderup - Henriks mor
- Aage Hertel - Edmund Glob, inspektør hos Berner
- Vibeke Krøyer - Grethe, kammerpige hos Agnes
- Sophus Bernhard - Hans, Grethes bror, forvalter hos Bugge
- Ebba Lorentzen
- Oscar Nielsen